# 科斯塔瓦莱伊马尼亚
科斯塔瓦莱伊马尼亚（義大利語：Costa Valle Imagna），是意大利贝加莫省的一个市镇。总面积4平方公里，人口616人，人口密度154.0人/平方公里（2009年）。国家统计（ISTAT）代码为016085。